# رنا سماحة
رنا سماحة (مواليد 7 أبريل 1990، القاهرة) هي مغنية و ممثلة و مذيعة مصرية، درست في المعهد العالي للموسيقى العربية، وشاركت في برنامج ستار أكاديمي - الموسم التاسع.

## مسيرتها

### بدايتها
بدأت رنا مشوارها الفني في سن صغير، حيث كانت تغني في الإذاعة المدرسية، وقدمتها والدتها لبرامج المواهب بالقناة الثالثة المصرية، ثم اشتركت في فرقة سيد درويش مع محمد حسن درويش، وتطورت موهبتها كثيرًا، وفي المرحلة الثانوية دخلت مسرح ابن خلدون. كما قدمت مسرحية «إيزيس» بمعهد الموسيقى العربية وغنت رنا بعض الأغاني فيها. والتحقت رنا بمعهد الموسيقي العربية، إلا أنها أجلت استكمال الدراسة عامًا بعد عام، وقررت المضي في الحياة الفنية.

### ستار أكاديمي 9
شاركت رنا في الموسم التاسع من برنامج ستار أكاديمي، ودخلت منطقة الخطر مرتين أنقذها فيهما الجمهور، قبل أن تدخل للمرة الثالثة في البرايم الرابع عشر وتخرج من المسابقة. وبعودتها لمصر بعد الحفل الختامي كان في انتظارها العديد من المعجبين في المطار.

## أعمالها

### برامج تلفزيونية
كانت البداية التلفزيونية لها عندما عملت مذيعة لأول مرة أثناء مشاركتها في برنامج أجمل سنين عمرنا ، وأثناء مشاركة رنا في البرنامج تعاقدت على المشاركة في تقديم برنامج البنات ميعرفوش يكدبوا، والذي استمر 4 حلقات فقط قبل أن يتوقف لأسباب إنتاجية. و أخيرا قدمت برنامج "الطبيب " على قناة المحور.
كما شاركت بعد انتهاء ستار أكاديمى مباشرة مع مجموعة من الفنانين الشباب في برنامج "ليلة أنس" على قناة دبى حيث قدمت بصوتها على المسرح أغانى لعمالقة الفن العربى.

### برامج إذاعية
قدّمت برنامج غني وبس مع مينا عطا على إذاعة 9090، واستمر البرنامج 8 أشهر حقق خلالهم نجاحًا كبيرًا وفاز بجائزة أفضل برنامج إذاعي في 2015 من «ديرجيست». وقدمت برنامج سنة تانية غنا مع مينا عطا على إذاعة 9090 أيضًا وفاز بجائزة الديرجيست. كما قدما معا برنامج دويتو غنا وبرنامج باب الغنا لعدة مواسم 

### مسلسلات و مسرحيات
مسلسل أزمة نسب .
- مسلسل النص التاني [11]
- مسلسل أفراح إبليس الجزء الثانى( غناء و تمثيل)
- مسلسل جمع سالم
- مسلسل يانا يا جدو
- مسرحية كوميديا البؤساء
- غناء رباعيات مسلسل رحيل للنجمة ياسمين صبرى

### أغاني منفردة و ألبومات
- غلطت من الأول
- اتخضيت
- واحدة قريبة
- مريض نفساني
- غيري
- على كيفك
- مسبب الأسباب
- مخلوقة ليه
- عايشة ع اليوم
- مش ضعيفة
- تاريخ جديد
- بص في ورقتك
- مصر اللي بجد (اوبريت)
- اعمل خير مع محمد عباس
- في مصر بس مع مينا عطا
- عيش حياتك مع مينا عطا
- تراب امشير
- قعدة عيله
- بينا خير
- Hi
- اضحك مع مينا عطا
- Here We Are (مع ماريتا الحلاني واحمد شوقي وقصي)
- عدت هوا
- أوبا
- أميرة الحب
- أستاذ تمثيل
- حبيب مامى
- هانا هينتا
- أنا المستحيل
- عسل أبيض
- طوب الأرض

- [14]
- [15]
- [16]
- ألبوم ٧ رجالة

## حياتها الشخصية
رنا هي الشقيقة الكبرى لثلاثة أخوات، ريم ورودي ورحاب. ويكبرهما اخوهما الغير شقيق رامي.ومثلها الأعلى في الغناء هي أنغام. وقد أعلنت من قبل عن صلة قرابة تربطها بأم كلثوم، وهي أن الراحلة هي عمّة والدتها. تزوجت من الملحن سامر أبو طالب في 2020 و أنجبت منه ابنها مالك.

## التكريمات
- جائزة أفضل مطربة صاعدة في الشرق الأوسط من بيج أبل ميوزك أوورد 2016.[19][20][21][22]
- جائزة ديرجيست أفضل مطربة صاعدة
- جائزة الميما أفضل مطربة شابة
- جائزة golden panther music awards

## وصلات خارجية
- رنا سماحة على موقع IMDb (الإنجليزية)
- رنا سماحة على موقع الدهليز
- رنا سماحة على موقع قاعدة بيانات الأفلام العربية
- رنا سماحة على موقع قاعدة بيانات الفيلم (الإنجليزية)